# Volovec (Volovské vrchy)
Volovec  (někdy nazývaný též Skalisko) je vrch ve Volovských vrších (nezaměňovat s Volovcem v Západních Tatrách), nacházející se v Rožňavském okrese mezi městem Rožňava a obcí Betliar. Jeho nejvyšším bodem je skalní bradlo Skalisko s kruhovým výhledem na hornatou část východního Slovenska. Na severozápadě jsou vidět Vysoké Tatry, na západě Nízké Tatry s Kráľovou holí, na jihu planiny Slovenského krasu a na východě pokračování hřebene s Kojšovskou holí v pozadí.

## Turistické trasy
Na vrch Volovce vedou dva hlavní turistické stezky:

 - zeleně značená cesta začíná u Rožňavských Kúpelí (rozcestí) a celková délka trasy je podle turistických průvodců a map stanovena na 2 hodiny a 45 minut. Autem je možné dostat se až na Čučmu - závod, čímž se trasa pro pěší turistiku zkrátí o 45 minut.
 - žlutě značenou cestou z náměstí v Betliaru je možné se dostat na vrchol za čas 3 hodiny a 45 minut.

## Pravidelné akce
Novoroční výstup na Volovec
Pořadatel: město Rožňava, obec Čučma
Termín konání: první sobota v novém roce
Trasa: Gujapalag - Volovec
Druh akce: pěší turistika
Gemerská stopa
Pořadatel: obec Pača
Termín konání: začátek března
Trasa: Gujapalag - Volovec - Pača
Druh akce: lyžařský přechod
Obecný výstup na Volovec (obec Betliar)
Pořadatel: vzpomínka na tragickou smrt Daniela Fabiniho (v roce 1993 "nultý" ročník)
Termín konání: konec května
Trasa: Betliar- Volovec
Druh akce: pěší turistika

## Galerie

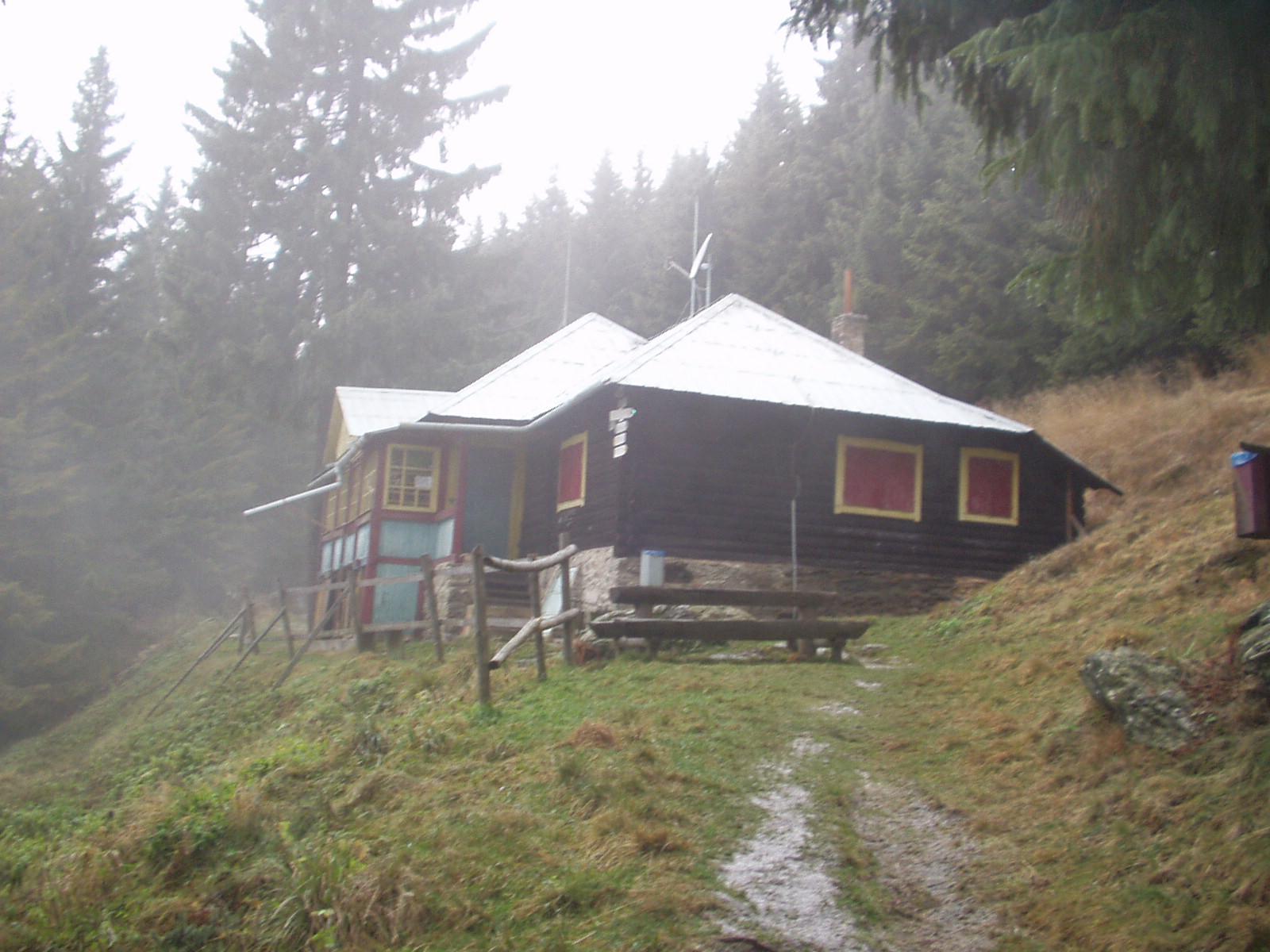
Chata pod Volovcem
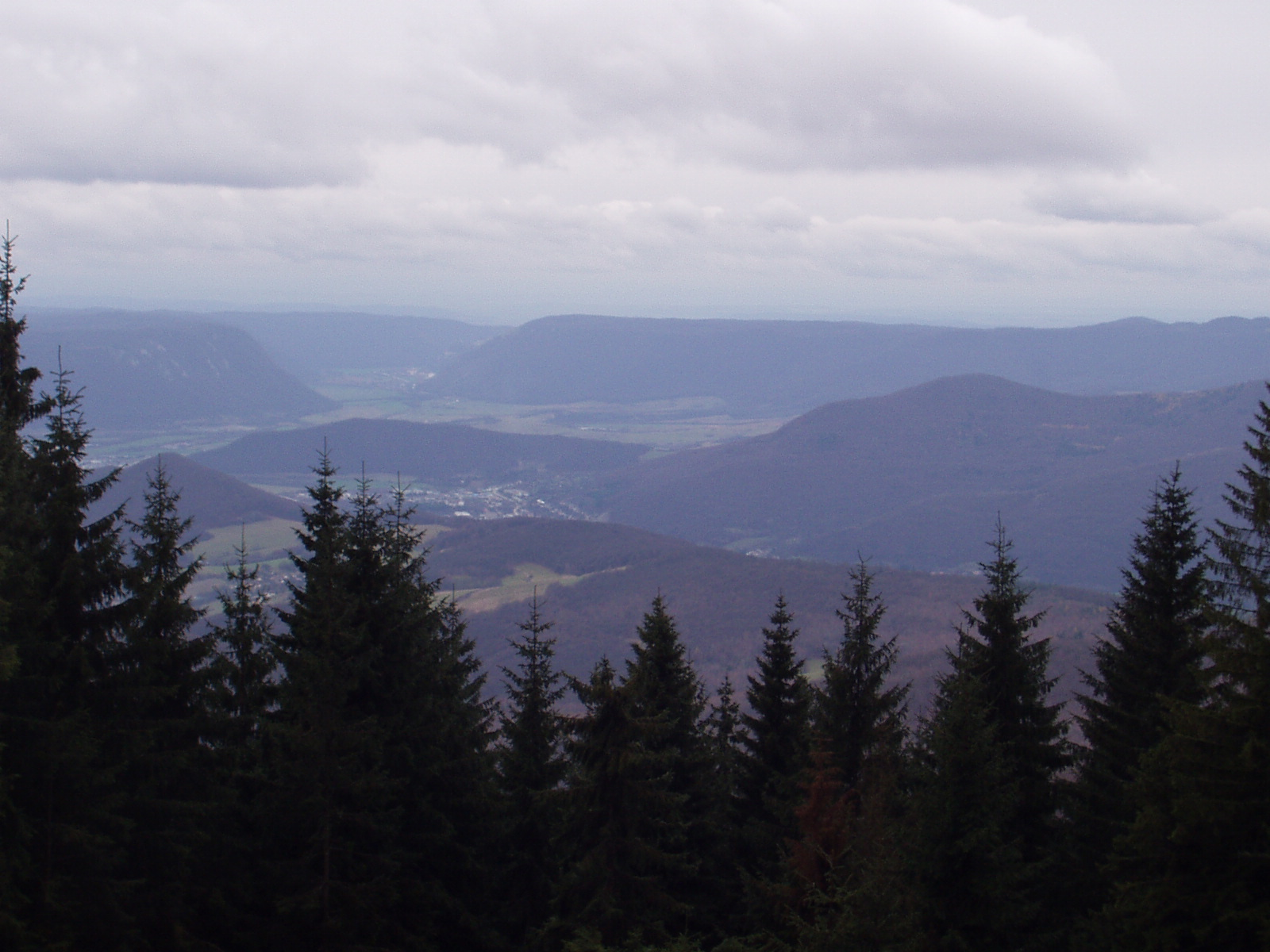
Výhled od chaty na Rožňavskou kotlinu (též Silickou a Plešiveckou planinu)
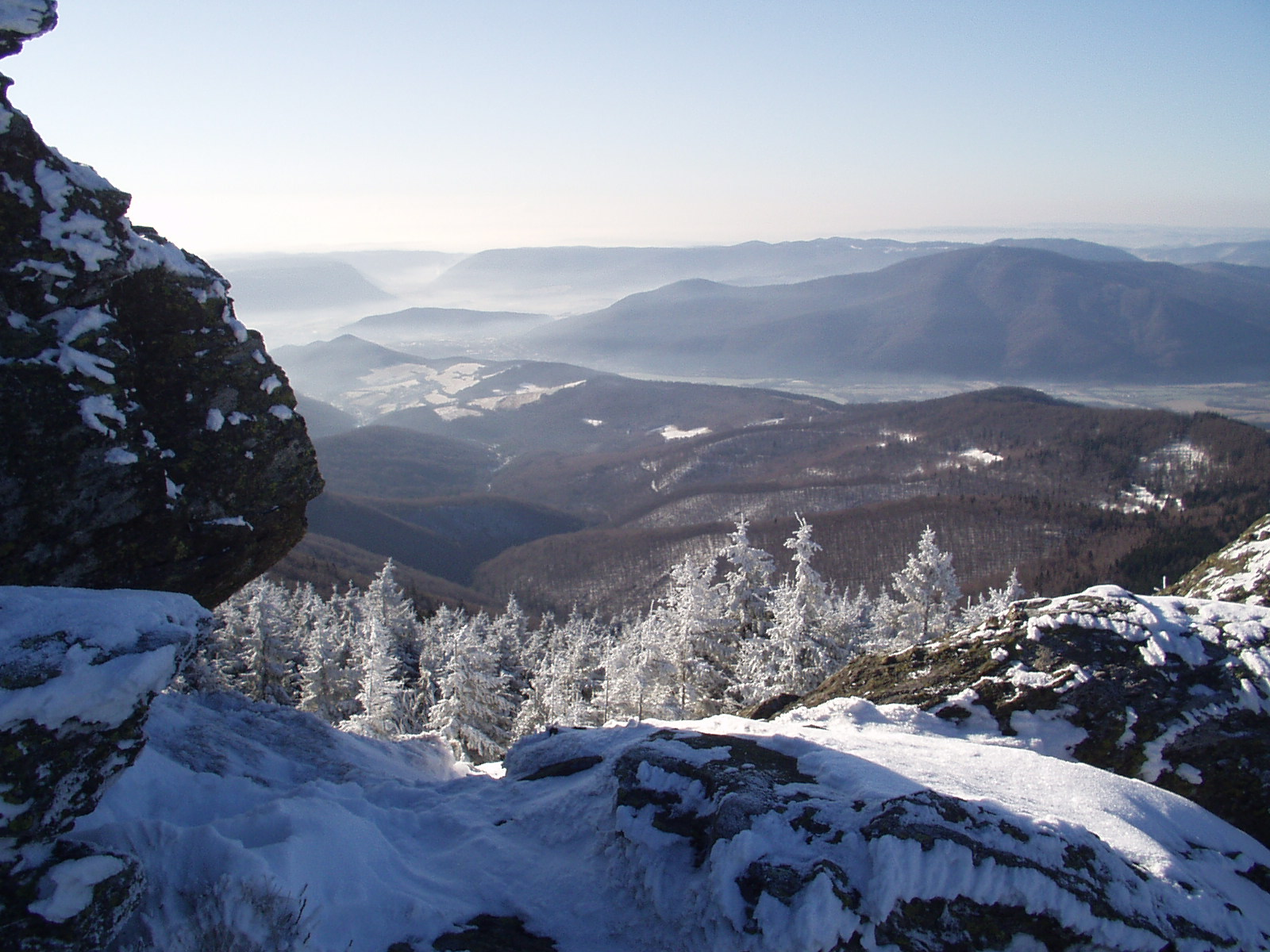
Výhled na planiny Slovenského krasu ze Skaliska
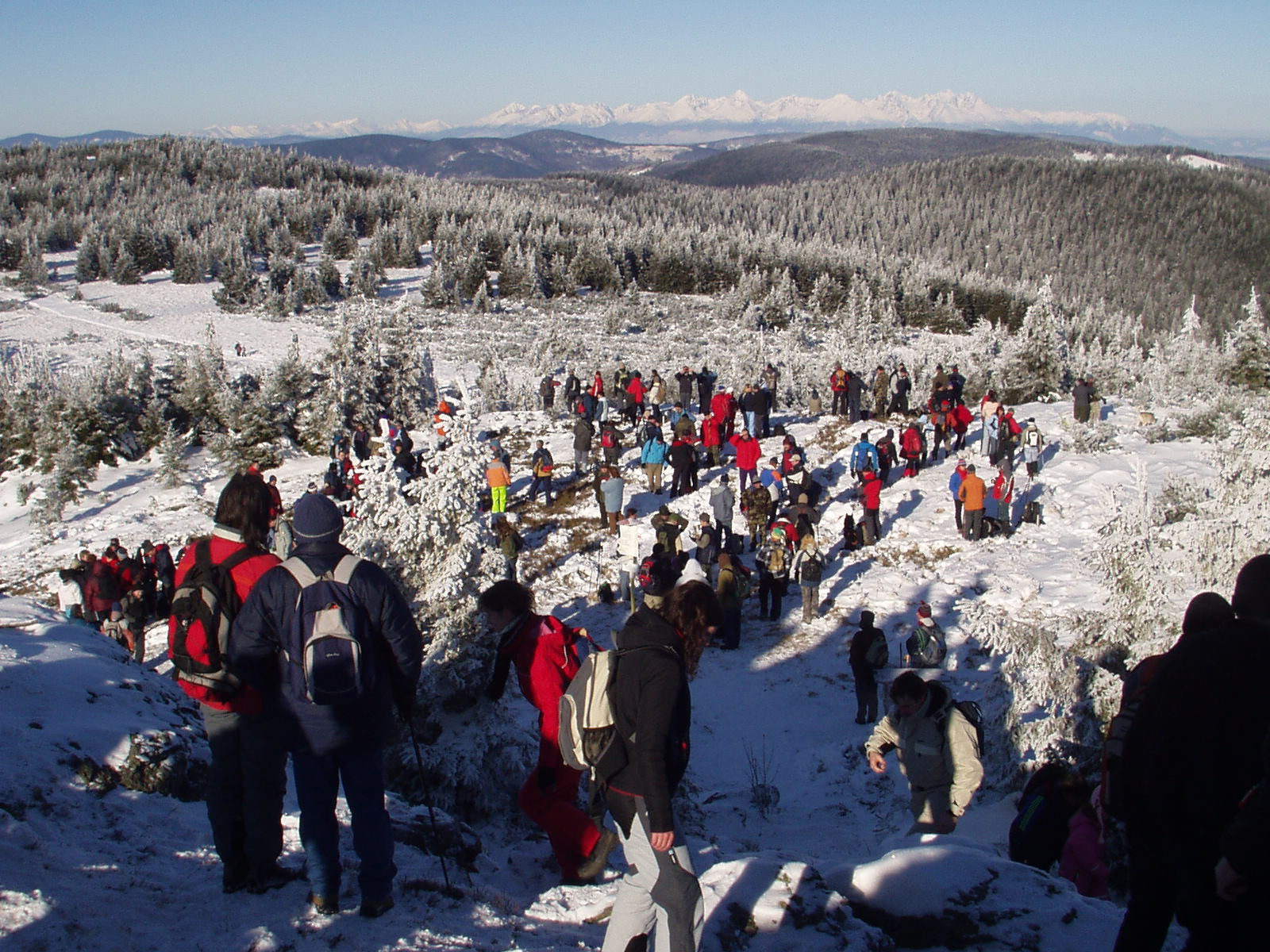
Výhled na Vysoké Tatry ze Skaliska